# Constituent
Un constituent és cadascun dels elements amb característiques morfosintàctiques unitàries en què es pot descompondre una oració en un context determinat. Pot equivaler a un sintagma o a una de les seves parts i forma la unitat elemental d'anàlisi segons la teoria de la X' i altres marcs gramaticals relacionats amb el generativisme, on les regles que prediuen els mecanismes de formació de frases es basen en l'acoblament de constituents, que funcionen per tant com a unitats bàsiques d'aquestes regles de combinació i transformació. En la representació gràfica de l'anàlisi sintàctica, un constituent serà una part de l'arbre sintàctic, els mots continguts dins un claudàtor o safata segons la convenció adoptada.
Les regles per determinar si una paraula o conjunt de paraules formen un constituent són variades i no sempre es poden aplicar totes a cada oració. Les més comunes són:
- poden desplaçar-se com un bloc dins la frase
- admeten la substitució per un pronom
- s'elideixen en contextos on es pot recuperar el seu referent
- es poden coordinar amb altres constituents però no amb els seus elements interiors